# Il bruto
Il bruto (El bruto) è un film del 1953 diretto da Luis Buñuel.
Buñuel, con la collaborazione alla sceneggiatura di Luis Alcoriza, costruisce una storia melodrammatica incentrata sul riscatto di un uomo, il classico "gigante buono", che sfugge alla manipolazione del suo padrone, finendo per ribellarvisi. Qualcuno vi ha visto una rivisitazione del mito di Frankenstein.

## Trama
Il proprietario di un grande e fatiscente edificio abitato da povera gente dedita a lavori umili ma dignitosi vuole sgomberarne gli inquilini per poter lucrare sulla vendita del terreno. Andrés Cabrera ha una moglie molto più giovane, l'esuberante Paloma, che alle difficoltà del marito nel dare seguito allo sgombero secondo un percorso legalmente corretto, suggerisce di usare il pugno duro. 
Andrés, troppo anziano per occuparsi di persona della cosa, ricorre così ad un uomo da sempre di sua fiducia, Pedro, da tutti conosciuto come "il Bruto". 
Prelevato dal mattatoio in cui lavora, il Bruto viene ospitato nel magazzino sotto casa di Andrés, con il compito di sbarazzarsi dei quattro soggetti più fastidiosi del condominio da sfrattare. L'uomo, semplice e dotato di una forza straordinaria, si concede totalmente al suo padrone che ignora l'attrazione esercitata da quest'uomo giovane e muscoloso sulla moglie Paloma.
Direttosi da uno dei principali resistenti, Carmelo Gonzalez, senza rendersene conto, il Bruto colpisce a morte l'uomo, già piuttosto malato. Minaccia poi anche una donna, mettendo in allarme tutti gli altri che, individuatolo, in seguito lo aggrediscono riuscendo solo a ferirlo. Pedro trova infatti rifugio a casa della giovane e ingenua Meche, della quale il Bruto si innamora immediatamente sentendosi oltretutto anche in debito. La ragazza è infatti la figlia della vittima causata dalla sua violenza, e ora è sola al mondo.
L'aggressione al Bruto permette ad Andrés di fare arrestare la gran parte dei suoi oppositori, ma ora è meglio che l'uomo si allontani. Paloma, che saziava i suoi appetiti con lui, ora deve andare in un altro quartiere per incontrarlo. Quando scopre che l'uomo convive con Meche, che ne ha assecondato i sentimenti addirittura sposandolo, la donna, sentitasi tradita, rivela alla ragazza che l’uomo che ama è l’assassino di suo padre per poi raccontare al marito di essere stata violentata dal Bruto. 
Andrés pensa allora di uccidere il Bruto, che scopre essere un suo figlio illegittimo. Nonostante il Bruto cerchi di spiegare che sia tutta una macchinazione di Paloma, Andrés non è intenzionato a fermarsi, costringendo il forzuto figliastro a reagire, con esito nuovamente fatale. 
Intanto Meche è scappata da quello che ha saputo essere l’assassino del padre. Quando però i poveri del palazzo e lei stessa si rendono conto che il Bruto, per amore suo, è dalla loro parte ed ha ucciso Andrés, cercano di proteggere la fuga dell’uomo dalla polizia che accorre per catturarlo. Quando il fuggitivo sembra avercela fatta, per intervento di Paloma, è individuato e colpito a morte. 
Paloma, in fondo solo per gelosia, ha così fatto giustizia del marito e sedato la rivolta dei resistenti, in testa ai quali si è trovato colui che inizialmente aveva tentato di reprimerli, e che ora, per amore, è morto da eroe.

## Produzione
In un seguito ideale di I figli della violenza, Buñuel tratta nuovamente con realismo la miseria della fascia più povera della popolazione, non senza cenni ironici (la figura dell'anziano padre, Don Pepe) o l'uso di metafore visive più o meno esplicite (i fiori recisi, la carne che brucia, ecc...). Gli aspetti più melodrammatici finiscono però per prevalere su tutto il resto, forse per volontà della produzione, tanto che il regista non citò mai questo film tra i suoi più riusciti, nonostante un buon successo.